# 1,3-シクロヘキサジエン
1,3-シクロヘキサジエン(1,3-Cyclohexadiene)は、化学式(CH2)2(CH)4で表される有機化合物である。無色、可燃性の液体で、屈折率は、1.475 (20℃, D)である。天然に生成する1,3-シクロヘキサジエンの誘導体は、松根油の成分であるテルピネンである。消防法による第4類危険物 第1石油類に該当する。

## 合成
シクロヘキサジエンは、1,2-ジブロモシクロヘキサンの脱ハロゲン化水素反応によって合成される。
(CH2)4(CHBr)2  +  2 NaH   →   (CH2)2(CH)4  +  2 NaBr  +  2 H2
また1,3-シクロヘキサジエンは、1,3,5-ヘキサトリエンから、光曝露か110℃以上の加熱による電子環化反応によっても生成する。

## 反応
1,3-シクロヘキサジエンは、ベンゼン + 水素への変換が気相で約20 kJ/molの発熱反応であるため、水素転移反応の水素ドナーとして用いることができる。
シクロヘキサン → 1,3-シクロヘキサジエン  +  2 H2           ΔH +224 kJ/mol (吸熱)
シクロヘキサン → ベンゼン  +   +  3 H2     ΔH +205 kJ  (吸熱)
1,3-シクロヘキサジエン → ベンゼン  +  H2    ΔH -19 kJ (発熱)
異性体の1,4-シクロヘキサジエンと比較すると、1,3-シクロヘキサジエンの方が約1.6kJ/molだけ不安定である。